# Nils Isaksson (militär)
Nils Olof Valfrid Isaksson, född 26 augusti 1919 i Skövde församling i Skaraborgs län, död 23 april 2000 i Västerleds församling i Stockholms län, var en svensk militär.

## Biografi
Isaksson avlade studentexamen 1938. Han avlade officersexamen vid Krigsskolan 1942 och utnämndes samma år till fänrik i armén, varefter han befordrades till löjtnant 1944. Han utnämndes till kapten vid Skaraborgs pansarregemente 1951, studerade vid Krigshögskolan 1952–1954, befordrades till major 1960 och var chef för Pansartruppskolan 1961–1963. År 1963 befordrades han till överstelöjtnant och var chef för Utbildningsavdelningen vid Arméstaben 1963–1967, befordrad till överste 1966. Han var chef för Skånska dragonregementet 1967–1972. Isaksson befordrades 1972 till överste av första graden och var chef för Armésektionen vid staben i Östra militärområdet 1972–1979.